# Estany Buhayrat al Asad
L'embassament d'al-Àssad o Buhayrat al Asad (àrab: بحيرة الأسد, Buḥayrat al-Asad) es un gran llac artificial en el riu Eufrates dins l'estat de Síria.
En 1973, Síria acabà la construcció de la presa de Tabqa, en el riu Eufrates, aigües amunt de la ciutat d'Ar-Raqqà. La resclosa creà una conca de magatzematge d'aigua anomenada embassament, estany o llac d'Assad, en honor al president Hafez al-Àssad. L'embassament fa al voltant de 80 km de llargada i 8 km d'amplada.